# クラレンス (戦列艦・2代)
|          | |
| 艦歴     | |
| 発注:    | 1819年5月27日 |
| 建造:    | ペンブローク工廠 |
| 進水:    | 1827年7月25日 |
| その後:  | 1884年焼損 |
| 性能諸元 | |
| クラス:  | カノーパス級戦列艦 |
| 全長:    | 砲列甲板：193ft 10in（59.1m） 竜骨：160ft 2⅝in（48.83m） |
| 全幅:    | 52ft 4½in（15.96m） |
| 喫水:    | 22ft 6in（6.9m） |
| 機関:    | 帆走（3本マストシップ） |
| 兵装:    | 84門： 上砲列：24ポンド（11kg）砲32門 下砲列：32ポンド（15kg）砲28門、 68ポンド（31kg）カロネード2門 後甲板：24ポンド（11kg）砲6門、 32ポンド（15kg）カロネード10門 艦首楼：24ポンド（11kg）砲2門、 32ポンド（15kg）カロネード4門 |

クラレンス（HMS Clarence）は1827年7月25日にペンブローク工廠で進水したカノーパス級84門2等戦列艦。